# Vagabundos no Society
Vagabundos no Society é um filme brasileiro de 1962, produzido e dirigido por Luiz de Barros, a partir do roteiro de Gita de Barros.  No elenco principal figuram Jaime Costa, Delorges Caminha, Odilon Azevedo, Mário Tupinambá e Rosângela Maldonado.

## Sinopse
Um milionário, que adere à vida amigável de três vagabundos do morro, retorna à sua mansão em companhia destes para enfrentar a ganância de seu sobrinho e esposa. Enquanto os vagabundos transmitem mensagens de fraternidade, os sobrinhos arquitetam a morte do tio. Os vagabundos, através de hábil contra-ataque, neutralizam a ação assassina dos sobrinhos e retornam, felizes, ao morro que tão bem os acolhe.

## Elenco
| Ator/Atriz          | Personagem      |
| ------------------- | --------------- |
| Jaime Costa         | Vagabundo       |
| Ary Leite           | Vagabundo       |
| Mário Tupinambá     | Vagabundo       |
| Delorges Caminha    | Milionário      |
| Odilon Azevedo      | Sobrinho pirata |
| Rosângela Maldonado | Sobrinha pirata |
| Rafael de Carvalho  | Mordomo         |
| Manuel Pêra         | Camelô-delegado |
| Célia Villela       | Criada          |